# L118 105公釐 榴彈炮
L118 105 公釐榴彈砲（英語：L118 light gun）是一種英國設計製造的105公釐牽引榴彈砲，它於1970 年代被英國陸軍採用，後來被美軍引進改良賦予編號為M119，現在在世界各地廣泛使用。

## 發展歷程
從1961年到1975年間，英國陸軍引進義大利製造的OTO Melara Mod 56 105 公釐榴彈砲，賦予編號：L5 105 公釐榴彈砲（英語：105 mm L5 Pack Howitze），配發砲兵部隊取代QF 25磅榴彈炮、ML 4.2 吋迫擊砲和M116榴彈炮。 L5 105公釐榴彈砲最初設計是作為義大利山地部隊以山砲使用為目的，因此可以輕鬆地透過維斯特蘭直升機公司直升機吊掛運輸、分解拆卸並透過空運、降落傘空投，或由輕型卡車、越野車等車輛牽引。然而，其射程較短，容易受到敵方砲兵的反砲擊。
尤其是蘇聯1963年開發的D-30型122公釐榴彈砲，其射程在當時的輕型榴彈砲中達到了15公里，L5在對抗它時處於非常不利的地位。
1965年，英軍提出新的105公釐榴彈砲需求條件，要求皇家軍備研究與發展局（Royal Armament Research and Development  簡稱 RARDE）與英國皇家兵工廠研製一種體型小、重量輕但射程更遠、殺傷力更大的105公釐榴彈砲。 主要特點包括：射擊時可360度旋轉（6400密位 ）調整射向，最大重量1600公斤，體積小巧，可駛入新型CH-47直升機和安多弗運輸機，射程18公里左右。在涉水時若遇淹沒全砲30分鐘內狀況，能在進入射擊陣地後迅速完成待射準備。
1975年底由英國皇家諾丁漢軍械工廠（ROF Nottingham）負責生產，該工廠後來併入BAE系統公司陸地與軍備部門。於1976年開始撥交裝備英軍。

## 設計
火砲系統主要區分為6大部份：
- 砲管總成：砲管身管、彈膛（或稱藥室 cartridge chamber）、垂直滑楔式砲閂和砲口制退器：賦予編號是L19 Ordnance，源自「亞伯特」自走砲（英语：Abbot (artillery)）的L13 Ordnance 砲管，採用身管自緊技術。使用標準榴彈時射程可達17200米，遠遠超過當時服役中的105公釐榴彈砲。 [註 2]

- 制退複進系統（Recoil System ）：使用液氣壓制退複進機和彈簧式平衡機（Balancing Gear）

- 搖架總成（Cradle Assembly ）：捨棄傳統的U形搖架改用環形搖架，收納射擊控制系統、制退機總成、高低機、砲耳軸和液氣壓制退複進機，氮氣筒和砲管總成、電力擊發系統。

- 砲鞍 （Saddle）：承載搖架總成和方向機

- 砲腳架總成（Trail Assembly）：賦予編號是L17 carriage。是用8英吋口徑鈦合金鋼管、外型像似瓜子前寬厚窄，以減輕重量並縮短射擊準備時間。此外，設計深受二戰期間英國陸軍主力野戰砲 QF 25磅砲的影響，射擊時，解開砲架夾箍（carriage clamp ）將砲管從砲架尾端上轉向八點鐘方向向下壓，抬起砲腳架的尾端支架，同時將三點鐘方向的輪胎拆卸，即可輕鬆旋轉火砲至十二點鐘方向，再將輪胎裝回，將砲座底盤（Platform）置於輪胎下方。砲架尾駐鋤（trail spade ）是平整長方形。

- 數位化射擊指管系統：這是21世紀時開始引進，提高射擊火力精度和效率。L118的射擊控制系統（LIGHT GUN FIRE CONTROL）最初服役是使用Hall & Watts Defence Optics Ltd的光學瞄準鏡產品 ：「 Artillery Sighting System 」。21世紀初期採用Selex ES LINAPS Fire Control System 火砲射擊控制系統（LINAPS 包含慣性導航定位單元含GPS天線、射手顯示儀與控制單元、里程計、電力供應模組與導航定位顯示器）。LINAPS有三個环式激光陀螺儀來確定方位角、俯仰角和砲耳軸傾斜角。它還包含使用全球定位系統進行定位和砲兵測地的設備、慣性方向測量和距離測量。所有這些功能均可在世界任何地方使用，無需輸入外部資訊參考即可進行火砲瞄準。LINAPS的數據輸出和輸入透過觸控螢幕層的顯示和控制單元（LCDU）進行，該單元取代傳統的刻度盤瞄準器。 LCDU使射手能夠透過調整砲管姿態來瞄準，直到LCDU顯示的預定射擊數據與LINAPS感測器確定的砲管射向指向一致為止。[6]

## 彈藥類型
所使用的彈藥是105公釐L109自走砲（更廣為人知的名字是「亞伯特」自走砲）使用的105公釐Fd Mk 2 彈藥系列。這種彈藥使用分裝式彈殼裝藥彈藥（separate-loading cased-charge ammunition）
，其設計與L5 榴彈砲使用的美軍M1系列標準彈藥（The standard US type M1 ammunition）半固定式彈藥（semi-fixed  ammunition ）完全不同，兩種彈藥不可互換。服役早期要求新武器在訓練中使用105公釐Fd Mk 1彈藥。在1968年後，L119能使用美國1935型（即M1系列）彈藥。
105公釐 Fd Mk 2 彈藥系列（105mm Field Mark 2）與L118首次投入使用時亞伯特自走砲所使用的砲彈種類相同。砲彈發射裝藥筒包含兩種發射藥（紅、藍色）和一種空包彈發射藥（白色藥包用於禮砲施放）。L118是採用電力擊發系統以電流傳導方式將砲彈擊發（電池→擊發繼電器→電流導桿→發火機→砲彈底火）。
分裝式彈殼裝藥彈藥（Separate loading cased charge）有兩個主要組成部分：具有引信和填裝爆炸物的砲彈本體以及裝有紡織品包裝的袋裝發射藥和底火的彈殼（發射藥藥筒），先裝填砲彈本體進膛室再裝填發射藥藥筒。在英國軍械術語中，這種彈藥被稱為分裝速射（separate quick firing）。半固定式彈藥（semi-fixed  ammunition ）是衍生自分裝式彈殼裝藥彈藥。半固定式彈藥是砲彈本體和彈殼（發射藥藥筒）可以分開再結合，彈殼中裝有一定數量的袋裝發射藥，裝填手可以增加或減少發射藥以改變射程。然後重新組裝砲彈本體和發射藥彈殼再一起裝填進入膛室的。其優點包括更容易操作更大口徑的彈藥，同時可以透過增加或減少發射藥數量輕鬆改變射程，使用分裝式裝藥彈藥的火砲通常使用滑楔式砲閂。
英國最初或隨後服役的彈藥類型包括：
- L35 ：砲彈發射裝藥彈筒有六種發射裝藥量（1號裝藥、2號裝藥、3號裝藥、4號裝藥、4.5號裝藥和5號裝藥）。 4.5號裝藥是5號裝藥（紅、藍、白色）去掉藍色三號裝藥包後的裝藥，是本砲獨有的，僅用於高角度射擊。另有一種「超級裝藥」彈用於最大射程射擊。

- L31 HE：高爆彈 ，據稱其殺傷面積比美國105公釐M1 HE砲彈高出25%。[8]
  - L31A1 HE ：砲彈由鍛造或冷擠壓高強度鋼製成，有單層銅製膛線環帶，含標準引信重量為16.103公斤。 L31A1有兩種主要裝藥，皆重2.431公斤，A型炸藥配比為60:40 RDX/TNT ，B型為55:45 RDX/TNT。使用的引信包括L32和L85A2：彈頭撞發引信（PDF ─ point detonating fuze ）、L33 機械定時引信或 L27 可變定時引信（VT fuse ─ variable time fuse 變時信管，VT 信管）。 [8]
  - L31A2 ：高爆彈，含標準引信重量為15.984公斤，主要裝藥為2.3123公斤 TNT。引信配置與L31A1相同。 [8]
  - L31A3 ：高爆彈，含標準引信重量為16.089公斤，主要裝藥為2.3123公斤，布里奇沃特公司（Bridgewater produced）生產的A型 60:40 RDX/TNT 炸藥，頂部加 TNT。引信配置與L31A1相同，但增加L116多選項引信 [8]
  - L31A4 ：高爆彈，有兩種型號：傳統炸藥和鈍感彈藥 （IM insensitive munition  ）。傳統炸藥的主要裝藥是歐倫科（Eurenco ）公司的黑索金/梯恩梯炸藥 (RDX/TNT)。IM相容型砲彈最初被命名為L50A2，其裝藥量為2.9公斤的 ROWANEX 1100。 [註 3] 引信可選用 L106A4 彈頭撞發引信或L116A1多選項引信。[3][8]}}[8]
- L41 PRAC：Practice 用於訓練的練習彈，模擬L42 HESH效果。
- L42 ：HESH 高爆破甲彈。用於直接攻擊裝甲目標或建築物，底座配有曳光彈。
- L43 ：照明彈。底座配備降落傘，發射後彈體下墜時由定時引信（L81）在離地面約400公尺（1,300英尺）處拋出降落傘，燃燒30秒。
- L45 ：煙霧彈，具有拋射裝置。它包含三個裝有六氯乙烷的藥罐，在飛行過程中通過機械定時引信 (L92) 或電子定時引信（L132 已被 L163 取代）從砲彈底部拋射出去。墜落地面時，它們會產生持續6 秒的濃密白煙。目標標記器。這些彈頭會在空中或撞擊時產生濃密的橙色（L38）或紅色（L37）霧狀物（由PETN HE和彩色染料混合而成），對空中支援火力友軍用於指示目標。
- L50A2 HE-IM ER：（高爆鈍感彈藥，增程型）配備底部噴氣裝置，可將射程延長至20.6公里。該彈藥的裝藥量為2.5公斤 ROWANEX 1100。引信與L31A4相同.[3]
- L53 HE-IM：（高爆鈍感彈藥）旨在逐步取代L31A4彈藥，保留L31系列的外彈道，但彈體經過碎片優化。此彈藥裝藥量為ROWANEX。引信與L31A4相同。[8]
- L54：「黑光」照明（black light），採用與L43相同的配置，用於輔助透過夜視設備進行觀察。
- L83：訓練彈，一種用於非射擊訓練目的的惰性彈。

## 服役紀錄
L118於1982 年在福克蘭島戰爭中首次投入戰鬥。在這場衝突中，英國在福克蘭群島投入30門 L118（5 個砲兵連），支援地面作戰以優勢火力壓制阿根廷軍隊裝備的105公釐榴彈砲，特別是在奪回福克蘭島首府斯坦利 (福克兰群岛)的行動中。
隨後，英國陸軍在波斯灣戰爭、阿富汗戰爭、伊拉克戰爭等衝突中使用L118，而美國陸軍也在阿富汗戰爭和伊拉克戰爭中使用同款火砲的改良型M119。

## 衍生型號
L118和美軍的M119是使用不同類型彈藥。
L118使用分裝式彈殼裝藥彈藥先將彈體裝入膛室並用推彈桿壓實，然後再將裝有發射藥的金屬製藥筒裝填在其後方。
L119和M119使用「半固定式」彈藥；準備裝填射擊時，先將彈體裝入金屬製藥筒頂部，然後以整發形式裝入膛室。
L119榴彈砲是L118榴彈砲變更修改幾個部件的外銷型號。英國陸軍僅採用少量L119，它僅用於皇家砲兵學校的訓練課目和軍售技術支援教學用，在2005年左右退役，因為為L5 Packhauser生產的「半固定式」105x372mmR 彈藥的庫存耗盡。在軍售方面，由於它可以與現有使用北約標準彈藥規格105x372mmR 砲彈的105公釐榴彈砲共用彈藥，因此被廣泛使用。L119授權美國生產，並命名為M119。它使用北約標準彈藥規格105x372mmR 砲彈即是美軍M1系列標準彈藥（The standard US type M1 ammunition 或 105mm M1 Projectile），屬於半固定式彈藥（semi-fixed  ammunition ）。L119榴彈砲主要修改彈膛（或稱藥室 cartridge chamber）和砲閂電力發火機構以使用半固定式彈藥，L118是採用電力擊發系統以電流傳導方式將砲彈擊發（供給電力→擊發繼電器→電流導桿→砲閂發火機→砲彈底火），美軍M101榴彈砲和M102榴彈砲的砲閂發火機是擊錘式撞擊砲彈底火，可以修改使用電力擊發。

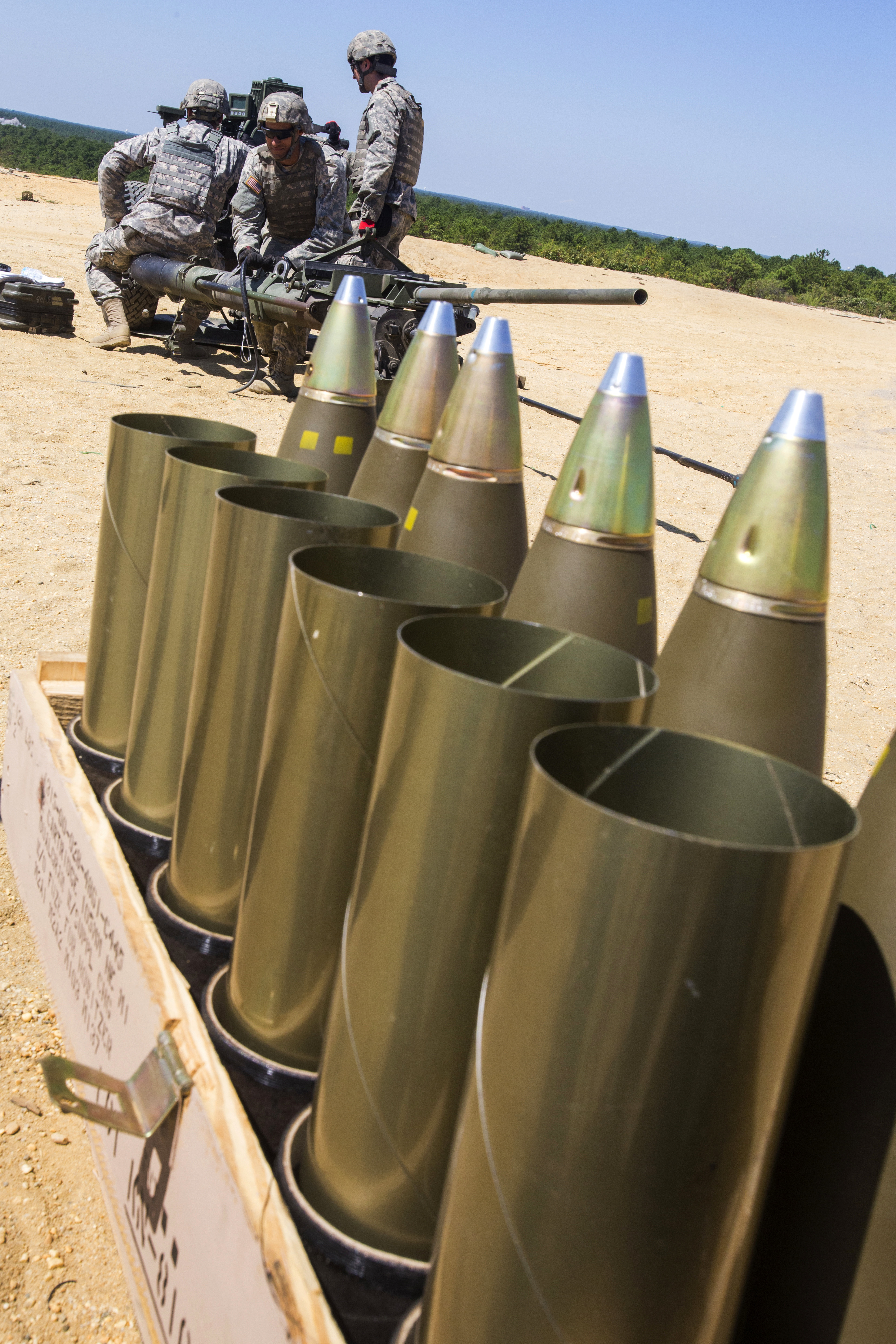
L119和M119榴彈砲採用M1彈藥系列（The standard US type M1 ammunition），彈體和發射藥筒可分離接合的半固定式彈藥(semi-fixed ammunition)。
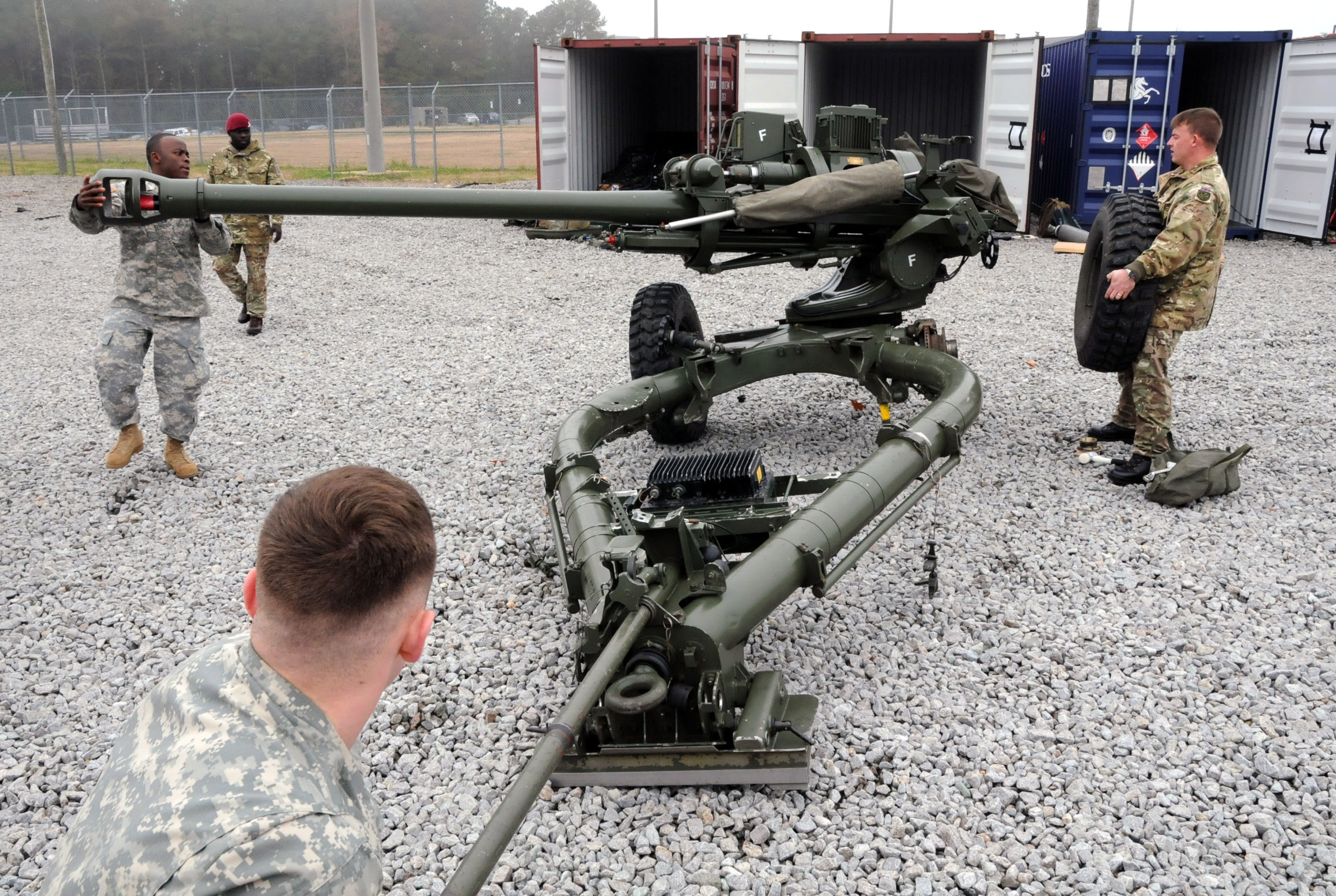
抬起砲架腳尾使其傾斜一側、快拆輪胎、旋轉砲身，這是L118 進行火砲放列陣地操作。
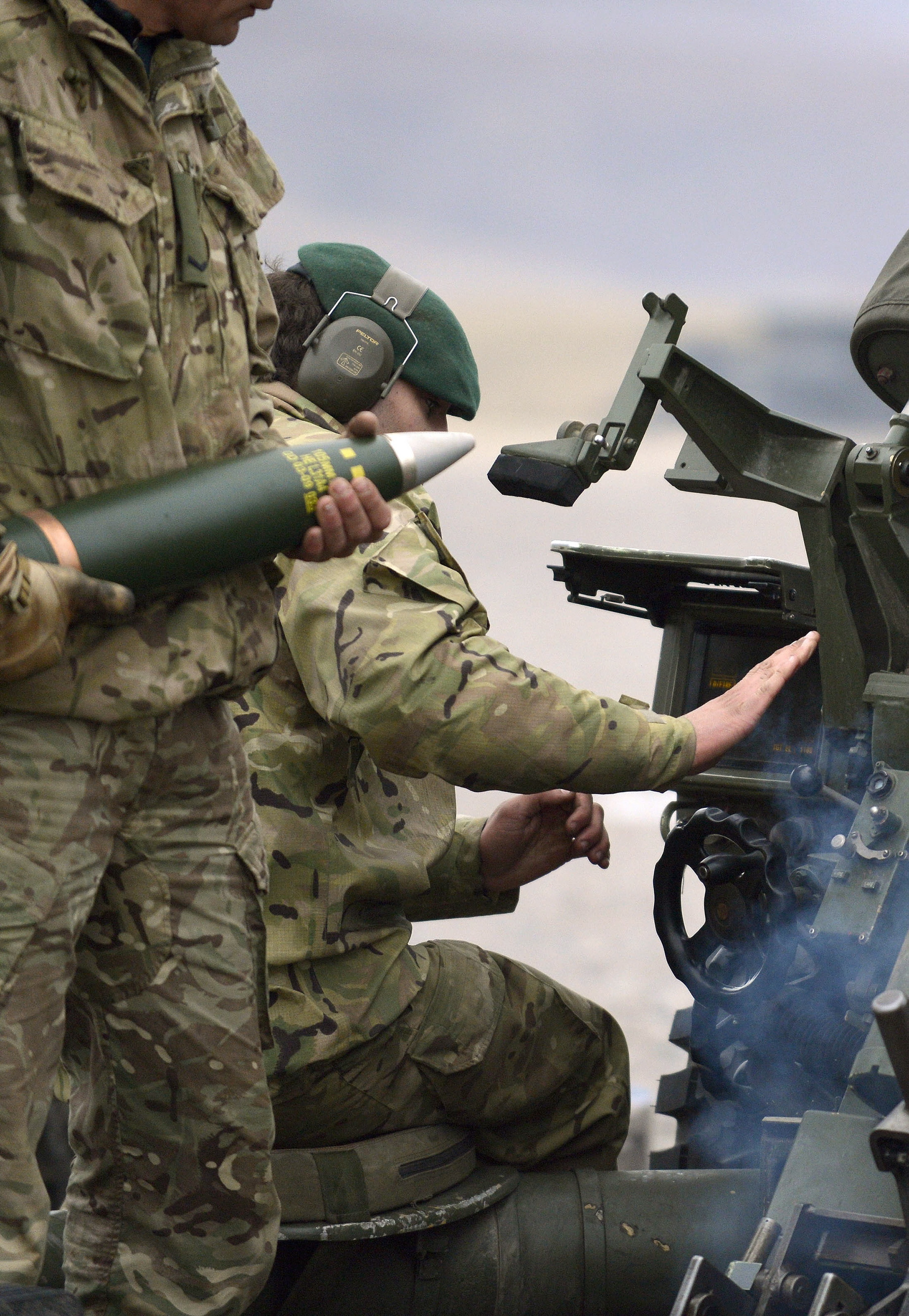
L118 採用分裝式彈殼裝藥彈藥，先裝填彈體，再填裝金屬製發射藥筒。
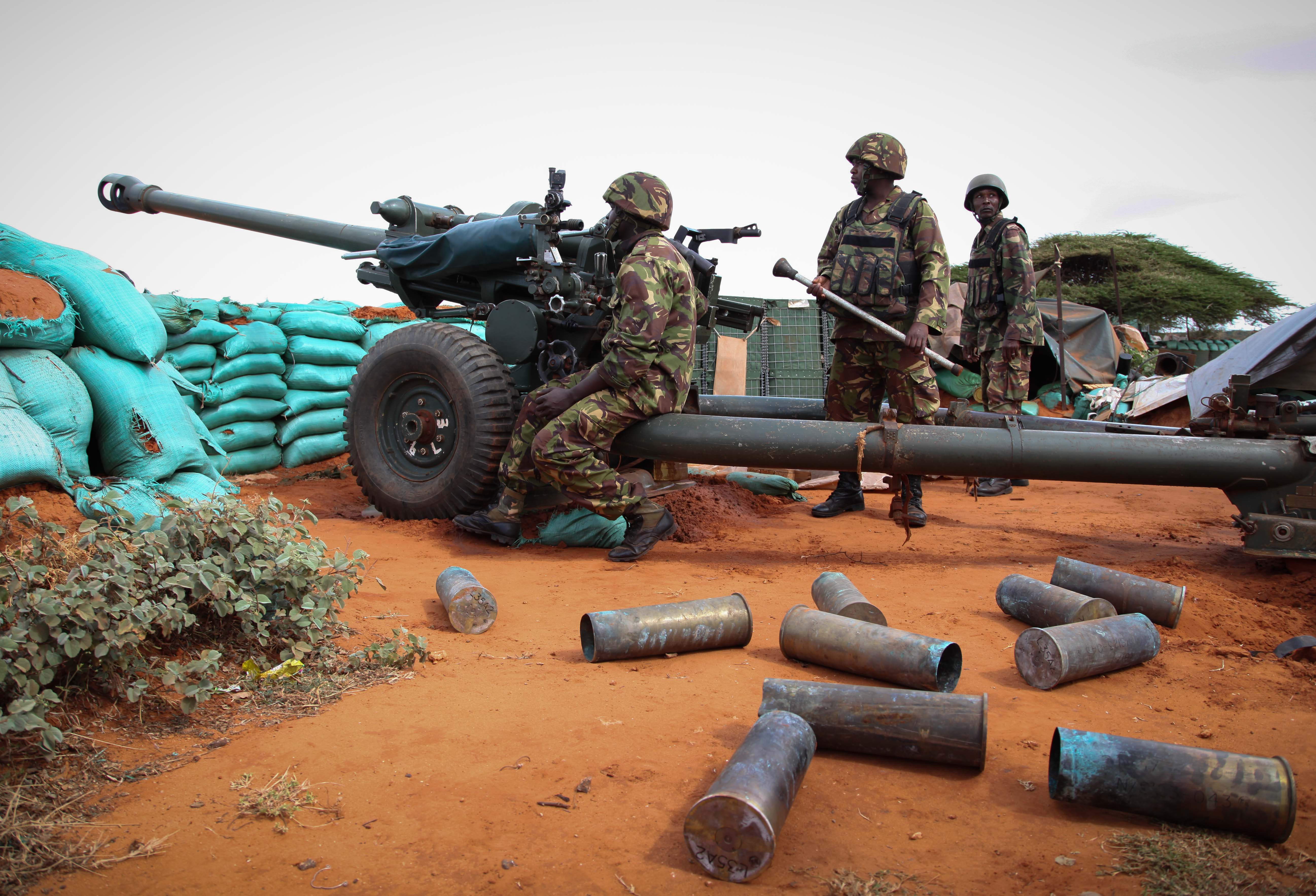
L118 站立砲閂後士兵手持推彈桿，地面是已擊發的發射藥筒。
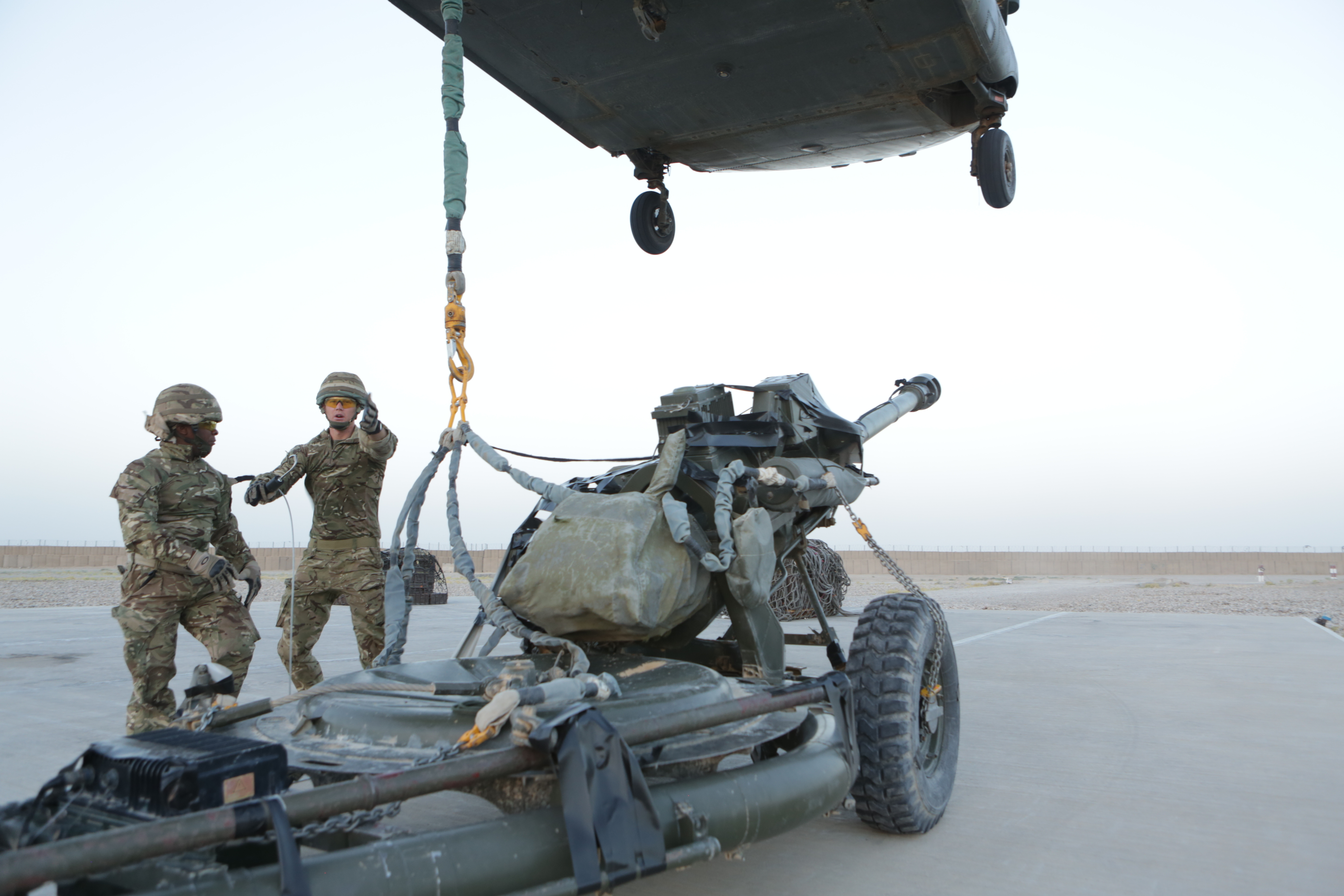
CH-47 準備吊運M119 ，圓形砲座底盤放置於砲架上。
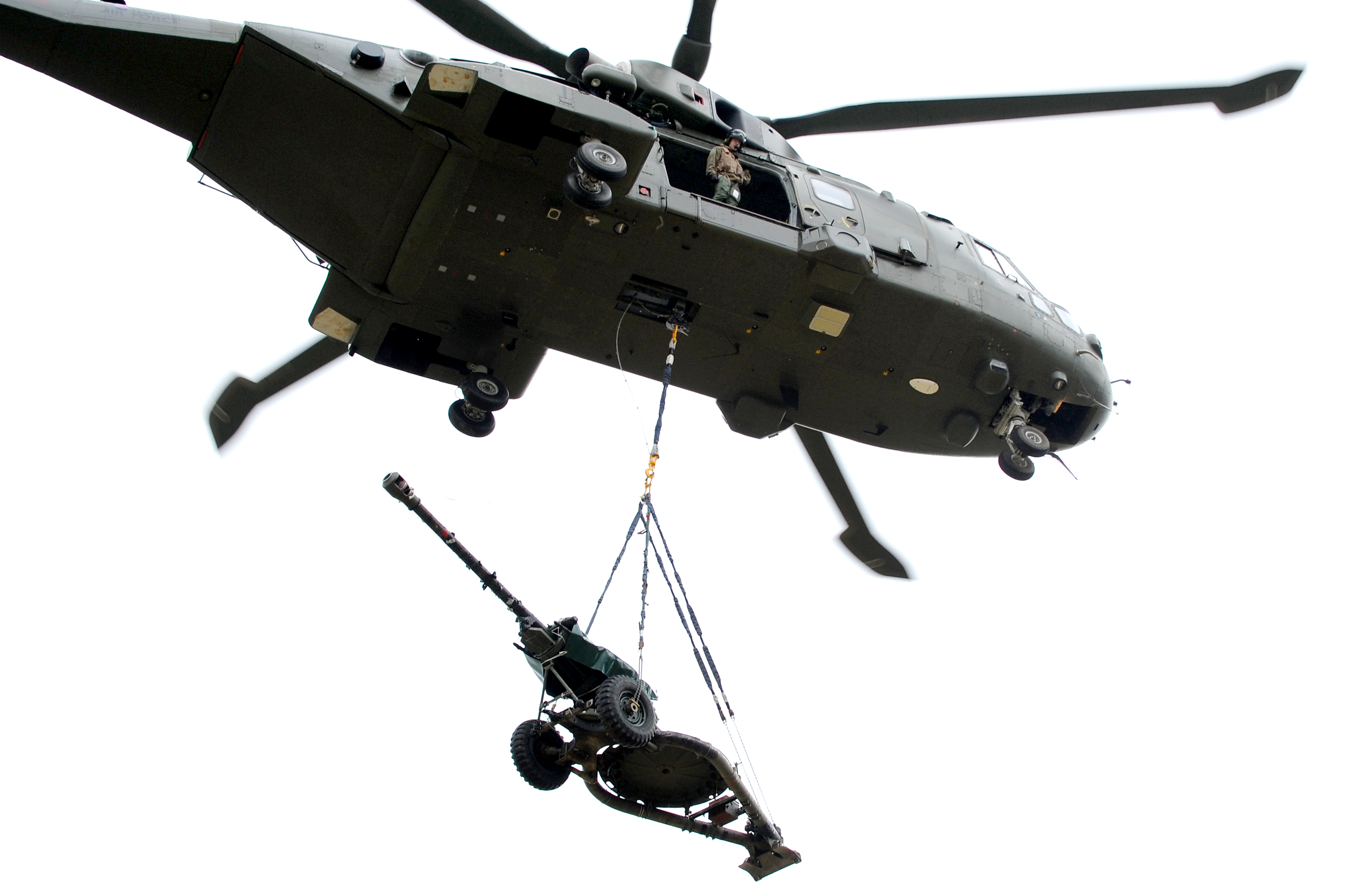
奧古斯塔偉士蘭AW101灰背隼直升機吊運 L118
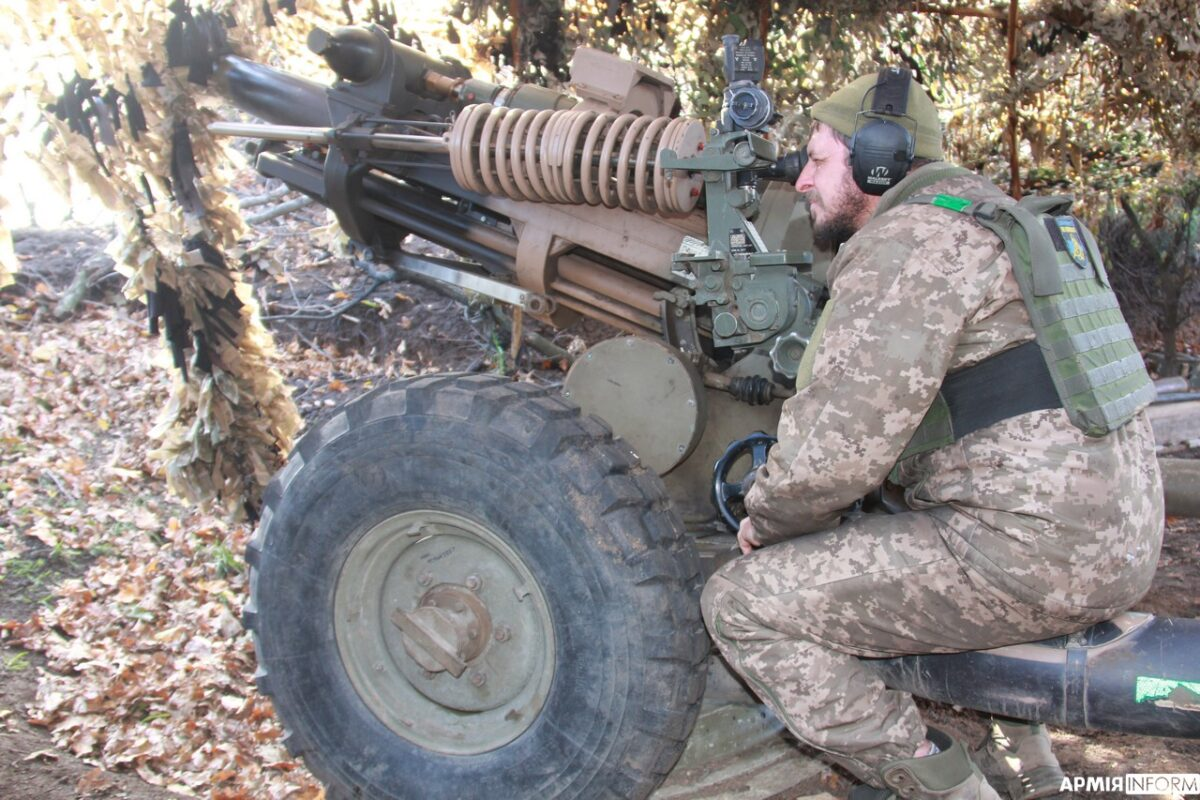
Hall & Watts Defence Optics Ltd 出品的「 Artillery Sighting System 」光學瞄準鏡
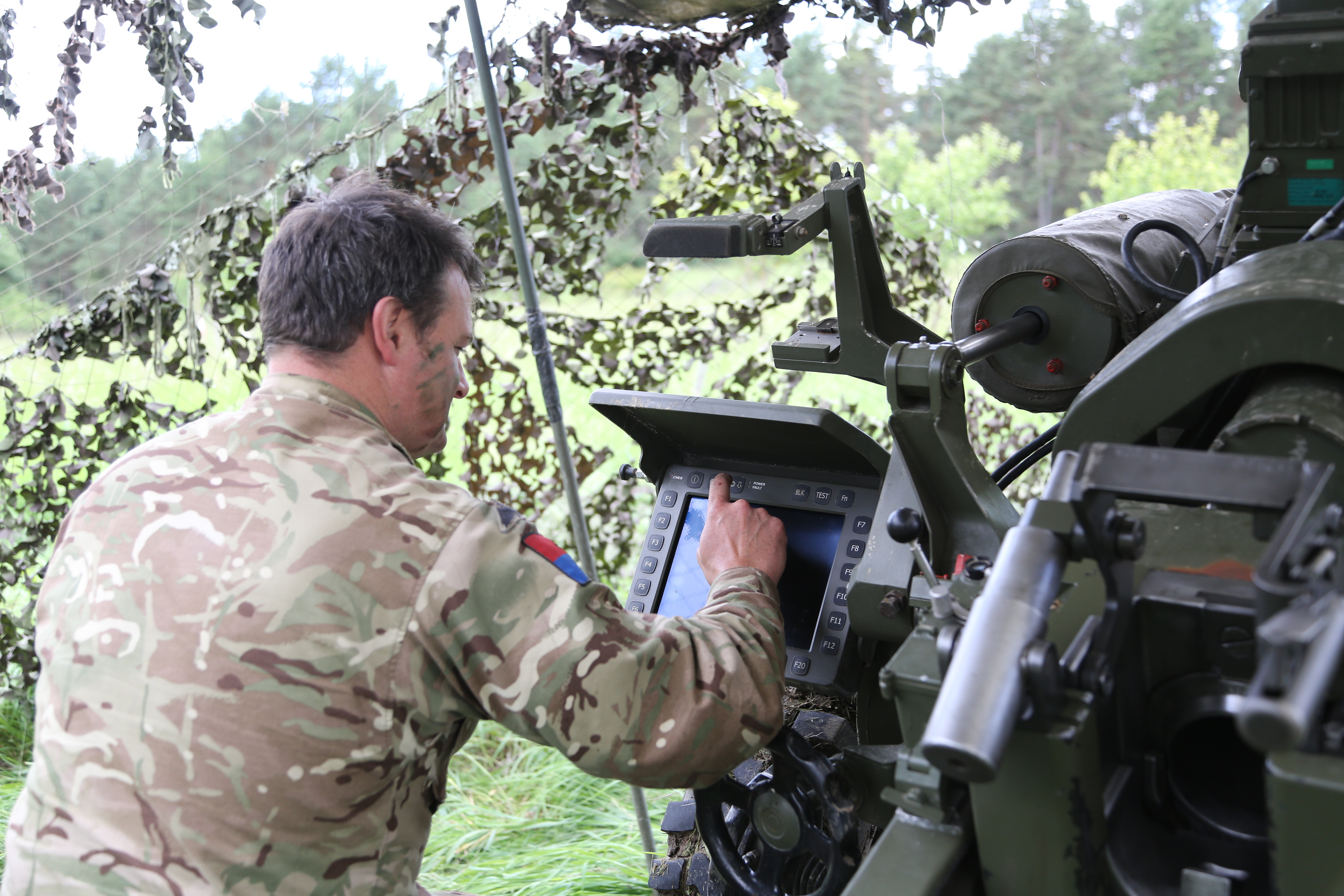
Selex LINAPS Fire Control System 火砲射擊控制系統
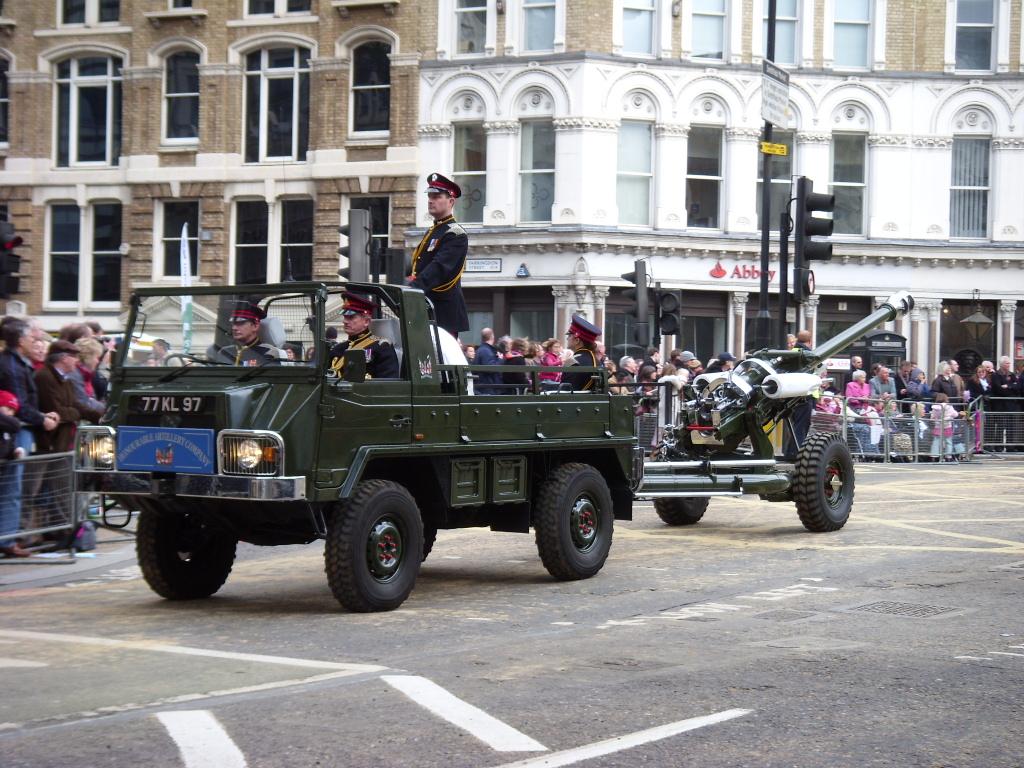
以Land Rover 101 Forward Control (譯作一噸路虎)牽引的L118
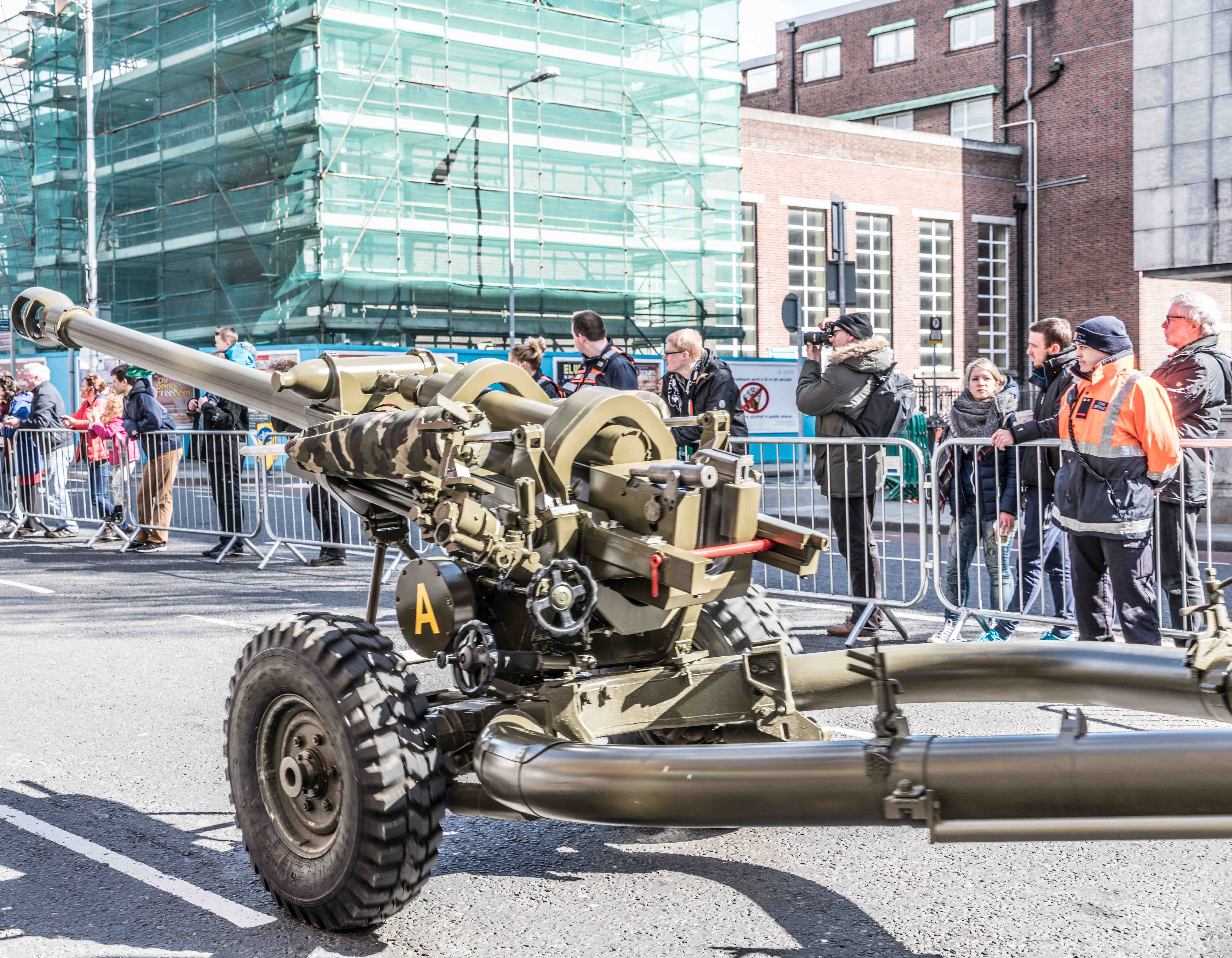
L118的環形搖架和橫置液氣壓制退複進機前方的氮氣筒，迷彩布包裹的是平衡機，砲腳架總成

## 使用國家
- 111門 L119，但於2014年退役並封存；[9]2018年有92門出售給英國公司BAE系統公司[10]。
- 巴林  8門 L118 。[11]
- 12門 L118 。[12]
- 36門 L118  。[13]
- 12門 L118 。[14]
- 巴西  陸軍 40門 L118 。[15]海軍陸戰隊 18門 L118 。[16]
- 愛爾蘭  24門 L118 和 6 門 L119 。[17]
- 40門 L118 。[18]
- 摩洛哥  30門 L118。[19]
- 尼泊尔  8門 L118。[20]
- 新西兰  24門 L119。[21]
- 阿曼  42門 L118。[22]
- 葡萄牙  21門 L119。[23]
- 西班牙  56門 L118。[24]
- 泰國  60門 L119。[25] 取得授權在泰國生產
- 阿联酋  73門 L118。[26]
- 英国  126門 L118(陸軍)。
- 乌克兰 美國提供54門 L119和72門未指明型號（2022年8月提供16門，2022年9月提供4門，2022年10月提供16門，2023年1月提供36門）。[27][28][29][30]
- 美国  821門 M119A2/A3（72門支援烏克蘭）。[31]

## 備註
1. ↑  迄2016年止，這數量不包含美國和澳大利亞
2. ↑  之前的 105 公釐榴彈砲的射程為：義大利Mod 56 (L5)（ L118 的前身）11,100 公尺，美國M101  11,160公尺，美國M102  11,500公尺 米，略低於 12,000 公尺，因此 L118 的射程幾乎增加6000 公尺。射程比L118更遠的105公釐榴彈砲都是在L118之後設計的，例如法國的LG1型105公釐榴彈砲（最大射程19500公尺）和南非的G7型105公釐榴彈砲（最大射程32000公尺）。
3. ↑  ROWANEX 1100 是一種基於 RDX 和 HTPB 的鈍感塑膠黏結炸藥

## 外部連結
- （英文）-105mm Light Gun 貝宜系統公司產品宣傳DM
- （英文）-The Hall & Watts Artillery Sighting System  產品介紹官網
- （英文）-LINAPS Fire Control System 火砲射擊控制系統 產品介紹官網
- （英文）-Kearfott ATACS 砲兵自動控制戰術系統產品介紹官網
- （英文）-英國陸軍操作升級數位化射控系統 L118 Light Gun  影片
- （英文）-巴西陸軍操作未升級數化射控系統 L118  Light Gun 影片
- （英文）-英軍 L118 使用 Kearfott ATACS 和分裝式彈殼裝藥砲彈 影片
- （英文）-美軍操作M119A3 影片
- （中文）-美軍砲兵「導航與定位 系統 」運用與發展之研究 LINAPS
- （中文）-野戰砲兵彈藥發展之研究
- （中文）-近代傳統彈藥之發展